# La Mort de la Terre
La Mort de la Terre est un roman de science-fiction de J.-H. Rosny aîné, publié en feuilleton dans Les Annales politiques et littéraires en 1910.
Il sera ensuite publié chez Plon (alors dénommé Plon, Nourrit et Cie) en 1912, accompagné de deux séries de trente-deux contes. Ce roman entre dans le genre littéraire du merveilleux scientifique.

## Le récit

### Présentation et thème principal
Malgré son titre, l'ouvrage ne traite pas de la disparition de la Terre en tant que planète, mais de celle de l'homme en tant que race dominante (ou « régnante » pour reprendre le terme utilisé dans le récit) à sa surface. 
L'auteur focalise le thème de son récit sur l’enjeu de l’accès à l’eau, qui sera, selon, lui, le problème majeur de l'humanité dans le futur. L'espèce humaine est à l'agonie et semble l'accepter en précipitant même ce phénomène en pratiquant l'euthanasie, même si dans cette humanité moribonde, un personnage, central dans le récit, semble lutter contre ce sort qui semble pourtant inéluctable car la fin du récit nous indique qu'une autre espèce va remplacer les hommes.
Le récit est découpé en seize chapitres :
1. Paroles à travers l'étendue
2. Vers les Terres-Rouges
3. La Planète homicide
4. Dans la Terre profonde
5. Au Fond des abimes
6. Les Ferromagnétaux
7. L'eau, mer de la vie
8. Et seules, survivent, les Terres-Rouges
9. L'Eau fugitive
10. La Secousse
11. Les Fugitifs
12. Vers les Oasis équatoriales
13. La Halte
14. L'Euthanasie
15. L'Enclave a disparu
16. Dans la nuit éternelle

### Résumé

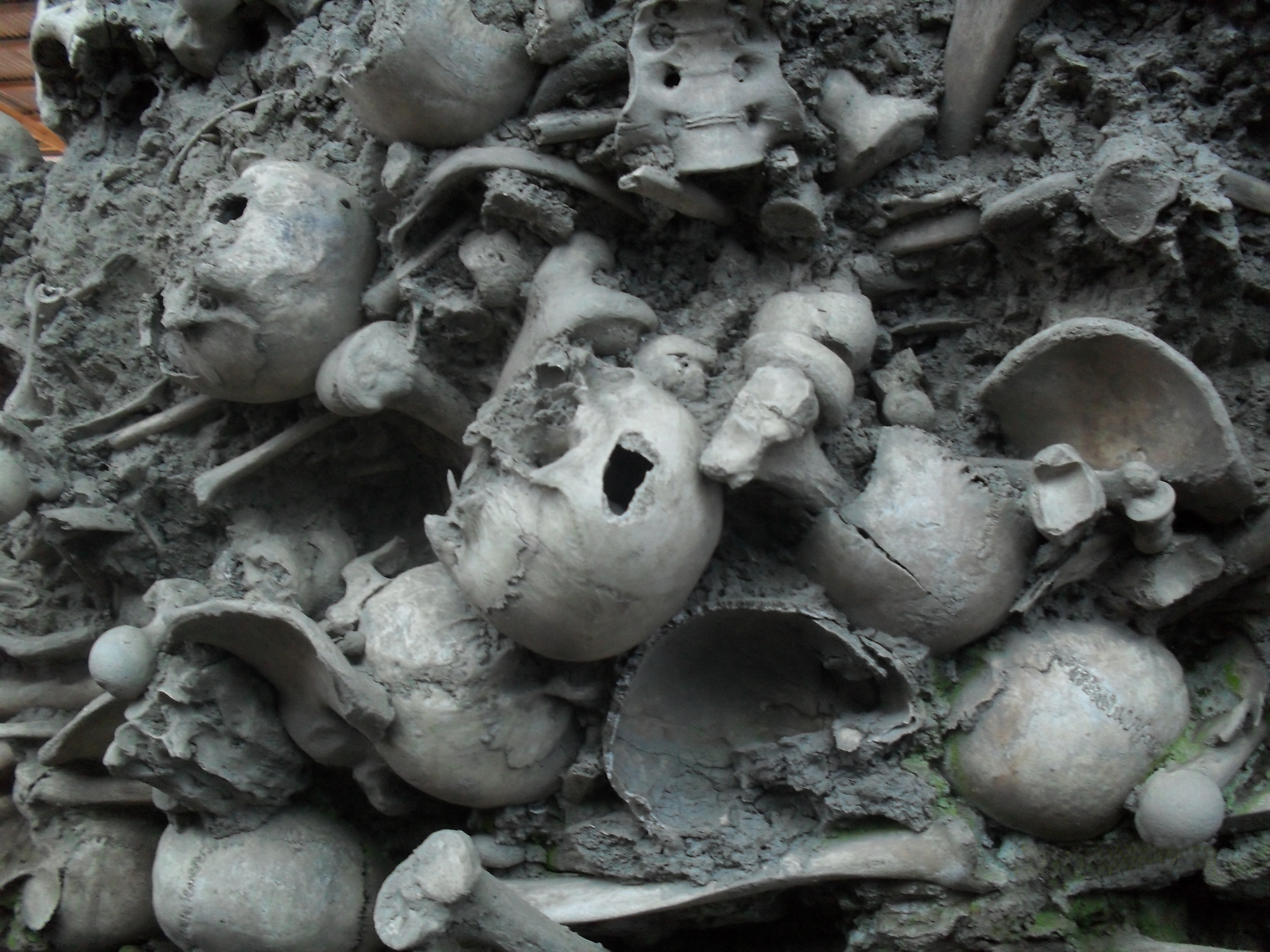
Le roman, malgré son titre, n'évoque pas la mort de la Terre mais la fin du « règne » de l'homme sur sa planète.

Dans un futur lointain, la Terre est devenue un immense désert desséché du fait de sa surexploitation par l'espèce humaine. Les quelques communautés restantes limitent les naissances et incitent les humains à pratiquer l'euthanasie pour obtenir une mort plus rapide. Targ, sa femme, sa sœur, et leurs enfants, les derniers sur Terre encore prêts à survivre, partent à la recherche d'eau et de nouvelles terres pour reconstruire. En parallèle, une autre race d'êtres mi-vivants mi-minéraux prospère sur les ruines de la civilisation humaine : les ferromagnétaux.

### Personnages principaux
Le roman, très pessimiste, présente des personnages aux sentiments et aux attitudes contrastées:
- Targ est le « veilleur du grand planétaire », le premier personnage présenté et le plus important du récit. Il est à la quête pour trouver un moyen ultime de sauver  ce qu'il reste de l'humanité sur Terre. Il représente la partie de l'humanité combattante.
- Arva, sa sœur l'accompagne au début du récit.
- Manô, homme quadragénaire et contemporain de Targ et d'Arva qui semble accepter son sort, ne partage pas le combat de Targ. Il représente d'une certaine façon, la partie de l'humanité résignée.
- Le conseil des quinze, sorte d'assemblée de sages délibérant au nom des derniers hommes.
- Les Ferromagnétaux, mystérieux personnages non humains nés du fer utilisé par l’activité humaine et qui « évoluent » dans le sens biologique du terme. Tout au long du récit, le lecteur comprend, peu à peu, qu'ils vont remplacer l'humanité.

## Commentaires

### Avertissement de l'auteur

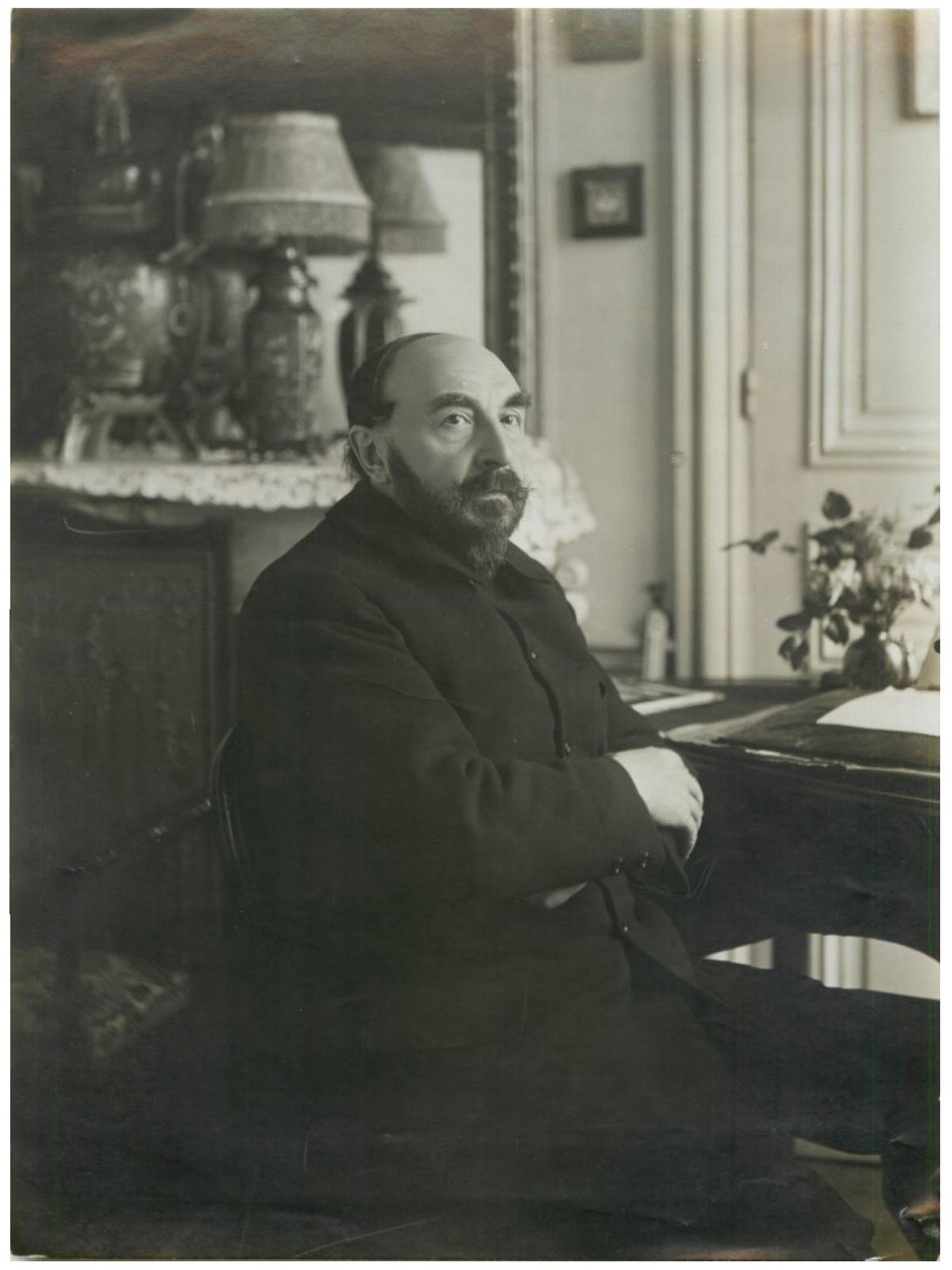
J.-H. Rosny aîné.

L'auteur de ce court roman indique dans l'avertissement de cet ouvrage qu'il aurait pu délayer son récit et l'étendre sur un plus grand nombre de pages, mais il considère que ce style (qu'il dénomme « Merveilleux fantastique ») doit être concis en dénonçant le bavardage dans lequel s'enferment certains auteurs de ce même type de romans.

### Accueil et critiques
La Mort de la Terre bénéficia d'une prépublication en 1910, en huit parties, dans Les Annales politiques et littéraires qui, constituées de textes signés de noms prestigieux du milieu littéraire, jouissait d'un certain succès auprès de la bourgeoisie.
La critique de Jean-Luc Boutel, créateur d'une encyclopédie virtuelle du merveilleux scientifique et auteur de divers articles dans des collections spécialisées au XXIe siècle est extrêmement positive : « Rosny Ainé, bien plus que d'être un parfait anticipateur, s'évertuant à la simple tâche de nous proposer un futur de l'humanité transformé par une science triomphante, s'interroge en outre de façon fort pertinente sur le destin des hommes et se questionne sur sa place exacte dans la chaîne de l'évolution. [...] ».

Selon Alain Musset, auteur de l'article « De l’apocalypse à l’infocalypse Villes, fins du monde et science-fiction », paru dans les Carnets de géographes en 2011, le roman évoquerait, avec un demi-siècle d'avance, l'argument avancé dans l'hypothèse Gaïa, soutenue notamment par le climatologue James Lovelock. Dans cet article, Alain Musset met en exergue cet extrait afin d'étayer sa thèse:

« Les Derniers Hommes attribuent à la planète une volonté lente et irrésistible. D’abord favorable aux règnes qui naissent d’elle, la Terre leur laisse prendre une grande puissance. L’heure mystérieuse où elle les condamne est aussi celle où elle favorise des règnes nouveaux. »

## Éditions
- in Les Annales politiques et littéraires, 1910
- in "La Mort de la Terre, suivi de Contes", Plon, 1912
- in "Les Autres vies et les autres mondes", Crès, 1924
- in Sciences et Voyages, 1930
- Denoël, Présence du futur, 1958, 1983, 1999
- in "Récits de Science-Fiction", Éditions Gérard et C°, 1973
- in "Récits de Science-Fiction", Marabout, 1975
- in "La Mort de la Terre, précédé de Les Xipéhuz et de Le Cataclysme", Gallimard Jeunesse, 1976
- Flammarion, 1997
- in "La Guerre des règnes de J.-H. Rosny aîné, inclus La Guerre du Feu", présenté par Serge Lehman, Bragelonne, 2012
- in "La mort de la terre et autres contes", éditions de la BnF, 2018

## Bandes dessinées
- Il existe une adaptation B.D. de La Mort de la Terre, par Robert Bressy (dessins) et Raymonde Borel-Rosny (scénario).
  - in L'Humanité, 1976
  - Apex, 2001
- Ainsi qu'une seconde, par Marie-Reine Boureau, publiée en deux tomes :
  - Atelier d'art graphique trianien, 1990
  - Atelier d'art graphique trianien, 1991